# Parque Nacional da Serra da Canastra
Parque Nacional da Serra da Canastra är en nationalpark i Brasilien.   Den ligger i delstaten Minas Gerais, i den sydöstra delen av landet, 500 km söder om huvudstaden Brasília. Parque Nacional da Serra da Canastra ligger 1 106 meter över havet.
Terrängen runt Parque Nacional da Serra da Canastra är kuperad. Trakten runt Parque Nacional da Serra da Canastra är nära nog obefolkad, med mindre än två invånare per kvadratkilometer..
I omgivningarna runt Parque Nacional da Serra da Canastra växer huvudsakligen savannskog.